# 705 (numero)
Settecentocinque (705) è il numero naturale dopo il 704 e prima del 706.

## Proprietà matematiche
- È un numero dispari.
- È un numero composto con 8 divisori: 1, 3, 5, 15, 47, 141, 235, 705. Poiché la somma dei suoi divisori (escluso il numero stesso) è 447 < 705 è un numero difettivo.
- È un numero sfenico.
- È un numero palindromo nel sistema di numerazione posizionale a base 22 (1A1).
- È un numero malvagio.
- È parte delle terne pitagoriche (376, 705, 799), (423, 564, 705), (705, 940, 1175), (705, 992, 1217), (705, 1692, 1833), (705, 3276, 3351), (705, 5264, 5311), (705, 5500, 5545), (705, 9928, 9953), (705, 16560, 16575), (705, 27608, 27617), (705, 49700, 49705), (705, 82836, 82839), (705, 248512, 248513).

## Astronomia
- 705 Erminia è un asteroide della fascia principale del sistema solare.
- NGC 705 è una galassia lenticolare della costellazione di Andromeda.

## Astronautica
- Cosmos 705 è un satellite artificiale russo.